# Pedro Sanz
Pedro María Sanz Alonso
(Igea, La Rioja, 27 de diciembre de 1953) es un maestro de educación primaria y político español. Fue presidente de la comunidad autónoma de La Rioja desde 1995 hasta 2015, siendo al fin de su mandato el presidente autonómico español más veterano en ejercicio.

## Biografía
Nacido en la localidad riojana de Igea, hijo del exalcalde de Igea, Jesús Sanz Jiménez, que fue alcalde de su localidad natal entre 1974 y 1999, está casado y tiene una hija. Ejerció la docencia en la comunidad vecina del País Vasco y en la localidad de Nájera entre 1977 y 1981. Fue director del Centro de Educación Especial Marqués de Vallejo y fundador de Asprodema-Rioja.
Fue en 1989 cuando ocupó su primer cargo en el Gobierno de La Rioja, como director general de Bienestar Social. En 1990 pasó a ser secretario general del PP de La Rioja, cargo que mantuvo hasta 1993, año en que pasó a ser presidente regional del PP.
Fue elegido diputado regional en las elecciones de 1991, repitiendo en 1995, 1999, 2003, 2007, 2011 y 2015. En 1995 fue nombrado presidente del Gobierno de La Rioja, cargo que ocupó hasta 2015. Ha ganado las seis citas electorales a las que se ha presentado como candidato, cinco de ellas con mayoría absoluta. Es además, miembro del Comité Ejecutivo y de la Junta Directiva del Partido Popular.
El 16 de junio de 2015 Pedro Sanz anunció que no se presentaría como candidato a la investidura como presidente del Gobierno de La Rioja y que el Grupo Popular propondría a José Ignacio Ceniceros González como Presidente.  Pedro Sanz es nombrado senador por designación autonómica. Una vez allí, sería designado Vicepresidente primero, cargo que ostentó hasta el año 2019, cuando fue sustituido por la socialista Cristina Narbona.

## Otros méritos
- 1994: Premio Riojano del Año.
- 1998: profesor honoris causa por la Universidad de Ciencias Sociales y Empresariales de Buenos Aires (Argentina).
- 2001: presidente de la Asamblea de Regiones Europeas Vitivinícolas (AREV).
- 2001: medalla honorífica de la Asociación Española contra el Cáncer.
- 2002: Orden de la República de Austria por su tarea en defensa del Medio Ambiente.
- 2004: elegido vicepresidente del Comité de las Regiones en la Unión Europea.
- 2006: presidente del Intergrupo Vino, constituido en el Comité de las Regiones.

## Cargos
- Director general de Bienestar Social del Gobierno de La Rioja (1989-1990).
- Secretario general del PP de La Rioja (1990-1993).
- Diputado del Parlamento de La Rioja (1991-2019).
- Presidente del PP de La Rioja (1993-2017).
- Presidente de la comunidad autónoma de La Rioja (1995-2015).
- Vicepresidente primero del Senado (2016-2019)
- Miembro del Consejo de Estado (2023- )